# Hildegard Bentele

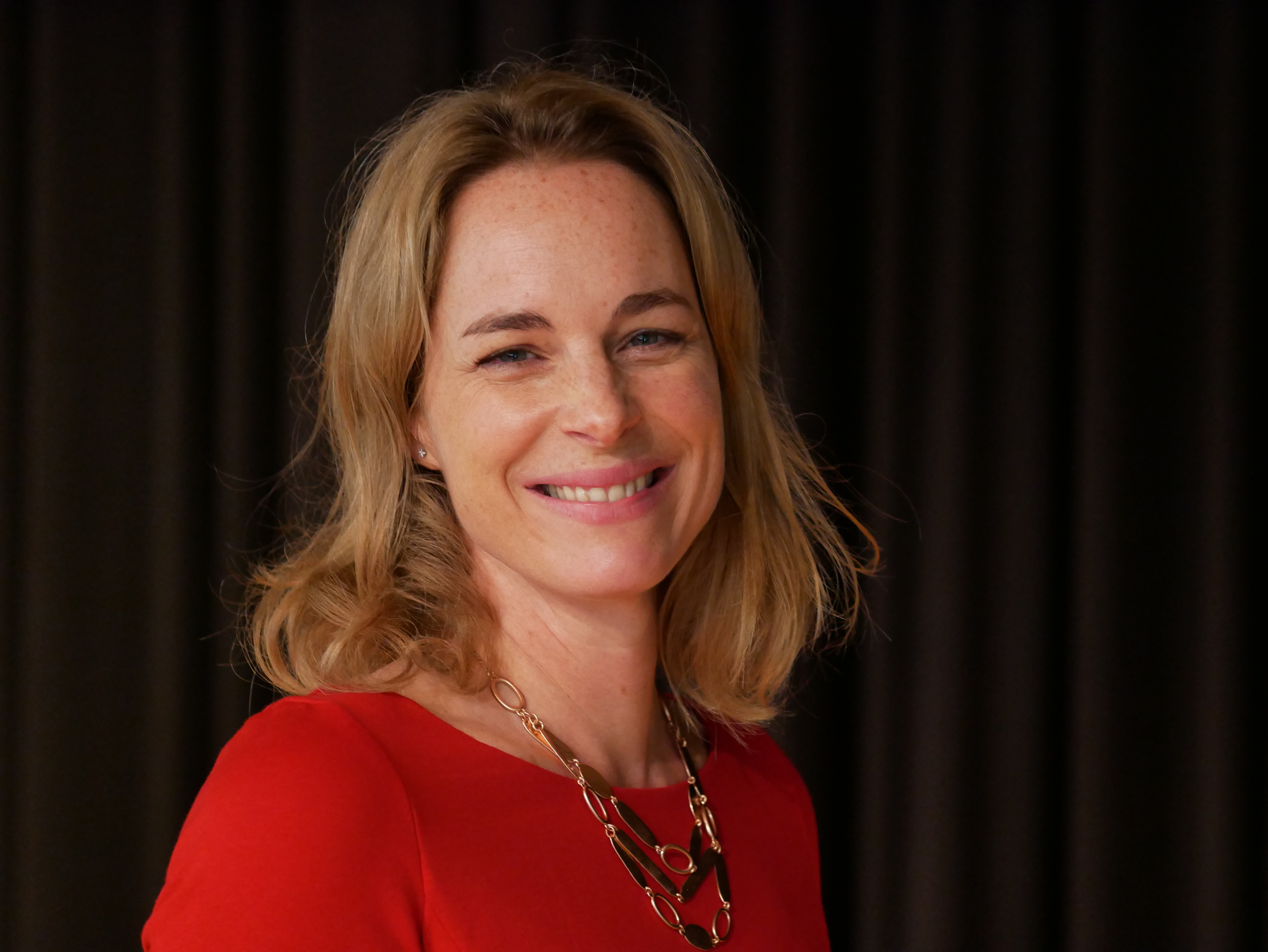
Hildegard Bentele (2018)

Hildegard Bentele (* 22. Mai 1976 in Ludwigsburg) ist eine deutsche Politikerin (CDU). Sie ist seit Juli 2019 Mitglied des Europäischen Parlaments. Zuvor war sie seit 2011 Mitglied des Abgeordnetenhauses von Berlin.

## Werdegang
Bentele legte am Margarete-Steiff-Gymnasium in Giengen an der Brenz 1995 ihr Abitur ab und studierte im Anschluss bis 1997 Politikwissenschaft, Geschichte und Öffentliches Recht an der Universität Heidelberg.
Von 1997 bis 1998 schlossen sich Studienabschnitte am Institut d’études politiques de Paris (Erasmus-Stipendium) sowie bis 1999 am Otto-Suhr-Institut der Freien Universität Berlin an. Von 1999 bis 2000 studierte sie an der Université libre de Bruxelles und absolvierte zudem Praktika an der Ständigen Vertretung Deutschlands bei der Europäischen Union und beim Europäischen Parlament.
Seit 2001 ist Bentele Diplom-Politologin.
2002 trat sie als Beamtin in den höheren Dienstes des Auswärtigen Amtes ein und war u. a. Referentin in der Wirtschaftsabteilung, im Referat für internationale Energiepolitik und im USA-Referat. Von 2005 bis 2008 war sie an den Deutschen Botschaften in Zagreb und in Teheran eingesetzt.
Zwischen 2010 und 2013 war sie als Außenpolitische Beraterin bei der CDU/CSU-Bundestagsfraktion tätig und durch das Auswärtige Amt beurlaubt. Seit 2013 befand sie sich in Elternzeit.
Zuletzt bekleidete Bentele einen Dienstposten mit der Amtsbezeichnung Vortragende Legationsrätin. Mit Annahme ihres Mandats im Europäischen Parlament ruht ihr Beamtenverhältnis.

## Politik
Bentele ist seit 2002 Mitglied der CDU Berlin und engagierte sich in verschiedenen Funktionen, so auch von 2013 bis 2015 als Vorsitzende des Ortsverbandes Innsbrucker Platz; darüber hinaus als stellvertretende Vorsitzende der Fachforen Bildung sowie Europa und Außenpolitik.
2004, 2009 und 2014 kandidierte sie auf der Landesliste der CDU Berlin für das Europäische Parlament.
2016 wechselte sie innerhalb des Kreisverbandes Tempelhof-Schöneberg in den Ortsverband Lichtenrade. Aktuell gehört sie als Abgeordnete dem Kreisvorstand qua Amt an und ist Kreis- sowie Landesparteitagsdelegierte. Von Januar 2017 bis Februar 2019 war sie stellvertretende Vorsitzende der CDU Lichtenrade. Seit dem 26. Februar 2019 gehört Hildegard Bentele dem Ortsvorstand als Beisitzerin an.
2018 war sie in Helsinki für die CDU Berlin Delegierte auf dem Kongress der Europäischen Volkspartei.
Als Abgeordnete des Europäischen Parlaments gehört sie seit Juli 2019 dem Landesvorstand der CDU Berlin als beratendes Mitglied an. Zudem leitet sie innerhalb ihrer Partei den Landesfachausschuss Europa und ist Delegierte zum EVP-Kongress.

### Abgeordnetenhaus von Berlin (2011–2019)

#### 17. Legislaturperiode (2011–2016)
Am 18. September 2011 gelang Bentele bei der Wahl zum Abgeordnetenhaus von Berlin erstmals über die Landesliste der Einzug in das Parlament. Innerhalb der CDU-Fraktion nahm sie die Aufgaben als Schulpolitische und Europapolitische Sprecherin wahr.

#### 18. Legislaturperiode (2016–2019)
Bei den Wahlen zum Abgeordnetenhaus von Berlin am 18. September 2016 kandidierte sie für den Wahlkreis Tempelhof-Schöneberg 7 (Lichtenrade) und errang mit 33,8 % der Erststimmen das Direktmandat.
Sie gehörte in der 18. Legislaturperiode dem Ausschuss für Bildung, Jugend und Familie sowie dem Ausschuss für Wissenschaft als ordentliches Mitglied an und war bildungspolitische Sprecherin sowie Leiterin des Arbeitskreises Bildung und Wissenschaft der CDU-Fraktion.
Bentele war zudem seit November 2017 Koordinatorin des Arbeitskreises der bildungspolitischen Sprecher der CDU-Landtagsfraktionen und seit dem 11. September 2018 stellvertretende Vorsitzende der Berliner CDU-Fraktion.
Nach ihrer Wahl in das Europäische Parlament legte Bentele ihr Abgeordnetenhausmandat zum 31. Juli 2019 nieder, womit auch ihre Funktionen in der Fraktion erloschen. Nachrücker war Markus Klaer.

### Europäisches Parlament (seit 2019)
Wie bereits in den Jahren 2004, 2009 und 2014, bewarb sich Bentele auch im Herbst 2018 um einen aussichtsreichen Listenplatz für die Wahlen zum Europäischen Parlament im Mai 2019. Nachdem sie ursprünglich den durch den CDU-Landesvorstand abgesegneten Listenplatz 2 besetzte, kandidierte sie überraschend während der Landesvertreterversammlung der CDU Berlin am 10. November 2018 in einer Kampfabstimmung gegen den erstplatzierten Bezirksstadtrat Carsten Spallek und setzte sich mit deutlicher Mehrheit durch.
Der bisherige Europaabgeordnete Joachim Zeller hatte bereits im Vorfeld auf eine erneute Kandidatur verzichtet.
Bei den Wahlen am 26. Mai 2019 errang Bentele schließlich ein Mandat. Sie ist seit der konstituierenden Sitzung am 2. Juli 2019 Mitglied des Europäischen Parlaments und gehört dort der Fraktion der Europäischen Volkspartei an.

#### 9. Legislaturperiode (2019–2024)
In der aktuellen Legislaturperiode gehört Bentele dem Entwicklungsausschuss sowie der Delegation für die Beziehung zu Kanada als ordentliches Mitglied an. Zudem ist sie stellvertretendes Mitglied im Ausschuss für Umweltfragen, öffentliche Gesundheit und Lebensmittelsicherheit, im Ausschuss für Industrie, Forschung und Energie sowie in der Delegation im Gemischten Parlamentarischen Austausch EU-Türkei.
Nach dem Ausscheiden Großbritanniens aus der Europäischen Union am 31. Januar 2020 erfolgten teilweise Umsetzungen in den Ausschüssen. Bentele übernahm, neben ihrer Vollmitgliedschaft im Entwicklungsausschuss, im Februar 2020 auch eine Vollmitgliedschaft im Ausschuss für Industrie, Energie und Forschung. Zudem wurde sie Mitglied in der Assoziierungs- und Stabilisierungsdelegation mit Montenegro.
Ihre erste Rede im Europäischen Parlament hielt sie am 17. September 2019.

#### 10. Legislaturperiode (seit 2024)
Bei der Europawahl 2024 wurde Bentele als Spitzenkandidatin der CDU Berlin erneut ins Europäische Parlament gewählt. Sie ist in der 10. Legislaturperiode (2024–2029) stellvertretende Vorsitzende des Entwicklungsausschusses, Mitglied im Ausschuss für Industrie, Forschung und Energie sowie stellvertretendes Mitglied im Ausschuss für Umweltfragen, öffentliche Gesundheit und Lebensmittelsicherheit.

## Mitgliedschaften
Hildegard Bentele ist Mitglied der überparteilichen Europa-Union Deutschland, die sich für ein föderales Europa und den europäischen Einigungsprozess einsetzt.

## Privates
Hildegard Bentele ist mit dem kroatischen Diplomaten Ivan Bojanić verheiratet und Mutter zweier Kinder. Sie spricht Englisch und Französisch und besitzt Grundkenntnisse in Spanisch und Kroatisch.